# 6683 Karachentsov
6683 Karachentsov eller 1976 GQ2 är en asteroid i huvudbältet som upptäcktes den 1 april 1976 av den rysk-sovjetiske astronomen Nikolaj Tjernych vid Krims astrofysiska observatorium på Krim. Den har fått sitt namn efter den rysk-sovjetiske skådespelaren Nikolaj Karatjentsov (1944–2008).